# Xã Jefferson, Quận Richland, Ohio
Xã Jefferson (tiếng Anh: Jefferson Township) là một xã thuộc quận Richland, tiểu bang Ohio, Hoa Kỳ. Năm 2010, dân số của xã này là 4.851 người.